# Nasheim
Násheimr är ett kvasimytologiskt namn för dödsriket, som bara förekommer på ett enda ställe i den medeltida isländska litteraturen, nämligen i Þorgils saga skarða som ingår i Sturlungasagan. Ordet är sammansatt av nár, ”kadaver, lik”, vars genitivform är nás, och heimr som betyder ”värld”. Násheimr betyder alltså ”likvärlden”, det vill säga ”de dödas värld”. Namnet syftar inte på någon särskild mytologisk plats, utan är en nybildning efter mönster av verkliga mytologiska namn, såsom Nástrǫnd (”Likstranden”) och Nágrind (”Likgrinden”). Namnet skapades troligen av en 16-årig flicka vid namn Jóreiðr Hermundardóttir den 22 juli (?) 1255.
I sagan berättas att Jóreiðr, som bodde hos prästen Páll på gården Miðjumdalr, i samband med en mässa för Maria Magdalena hade en drömsyn vari hon såg en kvinna i mörka kläder rida fram till gården på en grå häst. Både kvinna och häst var mycket stora. Jóreiðr frågade kvinnan varifrån hon kom och hon svarade: ”Norðan kom eg að, ór Násheim”, det vill säga ”jag kommer från norr, från Násheimr”.
Namnet Násheimr återkommer inte på några fler ställen  i texten, men den mörkklädda kvinnan återkom i ytterligare tre drömsyner. Varje gång kvad hon ”drömverser” vari hon redovisade sin syn på det politiska skeendet på Island året 1255. Det är först i den tredje drömmen som Jóreiðr dristar sig till att fråga henne vem hon är. ”Jag heter Guðrún Gjúkadóttir”, svarar hon. Jóreiðr utbrister: ”Varför kommer hedningar hit?” Kvinnan svarar: ”Det angår inte dig om jag är kristen eller hedning, men jag är mina vänners vän.”
Av kvinnans drömverser att döma har hon tydligen räknat Gissur Þorvaldsson till ”vännerna”, så det är kanske ingen tillfällighet att gården Miðjumdalr vid Laugarvatn, dit hon färdades, ligger i Gissurs hembygd. Det var också här som han hade sitt starkaste stöd.
Om det var 16-åriga Jóreiðr som i drömmen hittade på namnet Násheimr, eller om även andra människor har använt det som synonym för dödsriket, kan vi inte veta. Vårt enda skriftliga belägg för detta namn finns i berättelsen om Jóreiðs drömsyner. Rudolf Simek menar att Násheimr skulle kunna beteckna den kristna hinsides världen, eftersom Jóreið var kristen. Men namnets bokstavliga innebörd måste ha varit lika uppenbar för henne som för varje modern islänning. Förledet Nás- syftar varken på själ eller ande utan på den döda kroppen, vilket leder tankarna till äldre och folkliga föreställningar om livet i gravhögen.